# Pinum Doors & Windows
Pinum Doors & Windows este o companie producătoare de uși și ferestre din România, parte a grupului italian Nusco.
Fabrica de uși și de ferestre este situată în zona Aurel Vlaicu din București și este amplastă pe un teren de 30 de hectare.
Nusco a devenit acționar al fabricii în 1992, iar în 1998 a cumpărat-o integral
Compania ocupa o cotă de 24% pe o piață a ușilor de 60 milioane de euro în 2008.
În businessul de uși, Pinum concurează pe plan local cu companii ca Hormann Romania, sau Porta KMI Romania.

## Istorie
În 1992, Mario Nusco a înființat Pinum Producție, companie care s-a ocupat cu producția de uși pentru piețele din Italia și România. În 2002, Pinum Producție a preluat integral unitatea de producție Pipera S.A., achiziționând 92,7% din acțiuni. 
Ușile Pinum au fost folosite în construcția multor clădiri emblematice, cea mai reprezentativă fiind Casa Poporului, ale cărei uși au o garanție de 80 de ani. Alte clădiri cu uși marca Pinum sunt: Centrul Olimipic din Moscova sau Parlamentul din Bagdad.
În showroom-ul Pinum, situat în Șoseaua Pipera nr. 48, sunt expuse cele mai reprezentative modele produse în România și Italia, incluzând atât liniile clasice Elite și Innova, cât și modele din categoria Fashion: Diamonds, Leather și Glossy. showroom-ul găzduiește cea mai scumpă ușă din România. “Gioconda shine door“ costă 25.000 de euro și face parte din linia Diamonds ce cuprinde 10 tipuri de uși de lux create de către designerul Matilde Durante și personalizate cu cristale prețioase.  
Ușa este finisată cu 31.707 de pietre prețioase fabricate cu tehnologia CRYSTALLIZED – Swarovsky Elements, din care: 75 cristale de topaz, 595 cristale de ambră, 943 cristale de turmalină satinate, 1148 cristale de topaz deschis, 1518 smaralde verde deschis, 1662 smaralde verde inchis, 5415 cristale topaz fume, 6181 cristale topaz roz.